# Christopher Clark

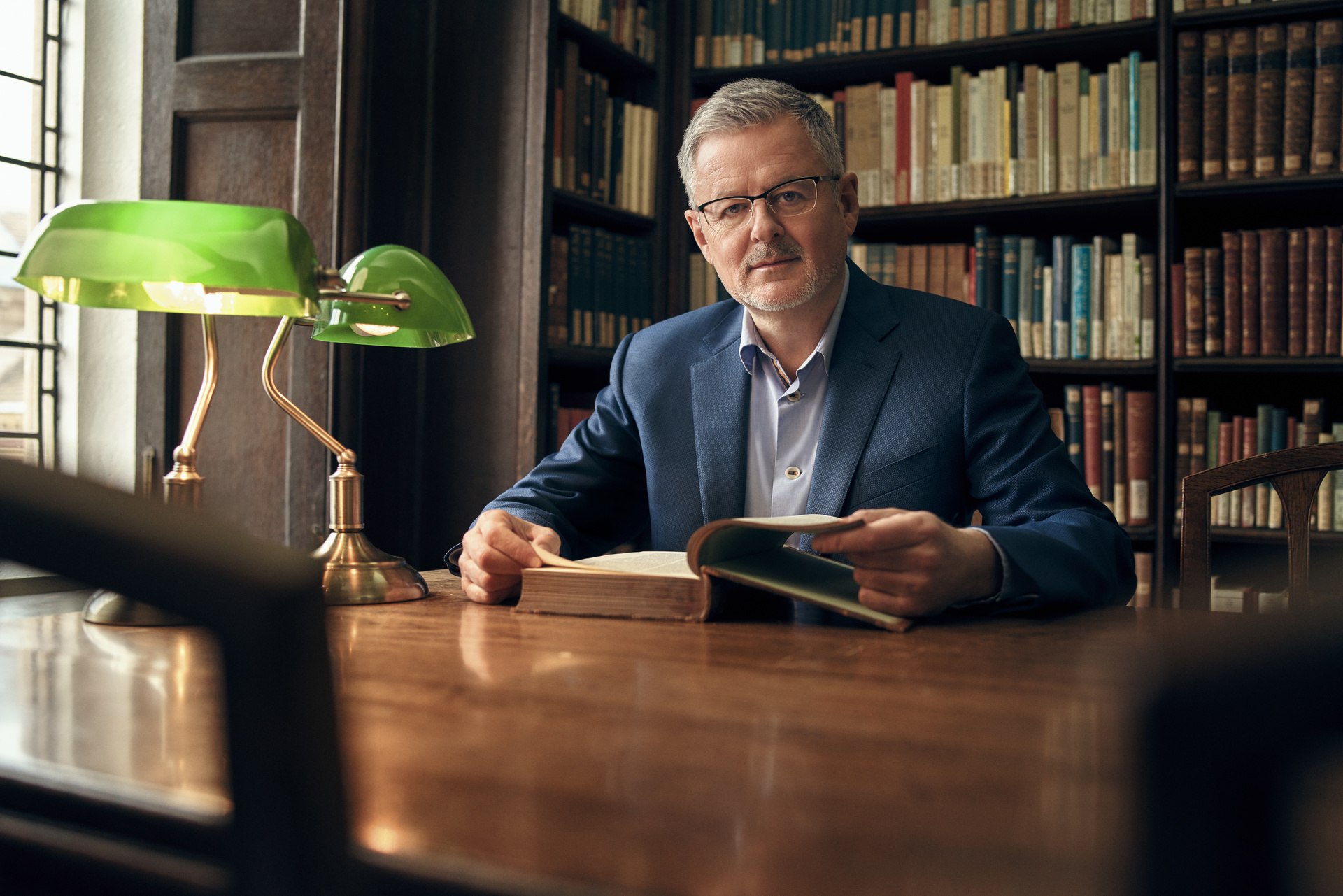
Christopher Clark (2019)

Sir Christopher Munro Clark (* 14. März 1960 in Sydney) ist ein in Großbritannien lebender australischer Historiker.
Christopher Clark lehrt als Professor für Neuere Europäische Geschichte am St. Catharine’s College in Cambridge und arbeitet als Regius Professor of History an der University of Cambridge. Seine Forschungsschwerpunkte sind die Geschichte Preußens und der Erste Weltkrieg. In seinem 2012 veröffentlichten Werk The Sleepwalkers relativierte er die These von der Hauptverantwortlichkeit des Deutschen Reiches am Ersten Weltkrieg. Für seine Verdienste um die anglo-deutschen Beziehungen wurde Clark 2015 von Elisabeth II. zum Ritter geschlagen.

## Leben
Nach der Primarschule besuchte Christopher M. Clark von 1972 bis 1978 die Sydney Grammar School. Er studierte Geschichte von 1979 bis 1985 an der Universität Sydney, 1985 bis 1987 an der Freien Universität Berlin und von 1987 bis 1991 am Pembroke College der University of Cambridge, wo er 1991 mit einer Arbeit zum Verhältnis von Juden und Protestanten im Preußen des 18. und 19. Jahrhunderts zum Ph.D. promoviert wurde.
Clark ist seit 1991 Fellow des St Catharine’s College in Cambridge und derzeitiger Director of Studies in History. 2003 wurde er University Lecturer und 2006 Reader für Neuere Europäische Geschichte. Seit 2008 lehrt er als Professor für Neuere Europäische Geschichte an der University of Cambridge. 2014 wurde er an der University of Cambridge zum Regius Professor of History ernannt, als Nachfolger von Richard J. Evans.
Im Herbst 2014 übernahm er für das ZDF die Moderation in der sechsteiligen Dokumentarfilmreihe Deutschland-Saga zur Geschichte Deutschlands. 2016 strahlte das ZDF die zweite Terra-X-Reihe mit ihm aus. Die zweiteilige Australien-Saga moderierte der gebürtige Australier ebenfalls. 2017 moderierte Clark die sechsteilige Europa-Saga. Im Jahr 2020 moderierte er die sechsteilige Welten-Saga, die 2023 eine Fortsetzung mit sechs weiteren Folgen fand.
Clark ist mit der deutschen Kunsthistorikerin Nina Lübbren verheiratet. Sie haben zwei Söhne. Lübbren lehrt an der Anglia Ruskin University.

## Forschungsschwerpunkte
Clark ist Experte für preußische Geschichte. Seine besonderen Forschungsschwerpunkte sind dabei die Geschichte des Pietismus und des Judentums in Preußen, der Kulturkampf in Deutschland und die Kulturkämpfe in Europa sowie das Verhältnis von Religion und modernem Staat. Clark ist Mitglied der Arbeitsgemeinschaft zur Geschichte Preußens, zudem seit 2009 Mitglied der Preußischen Historischen Kommission und seit 2010 Mitglied des German Historical Institute London und der Otto-von-Bismarck-Stiftung in Friedrichsruh.

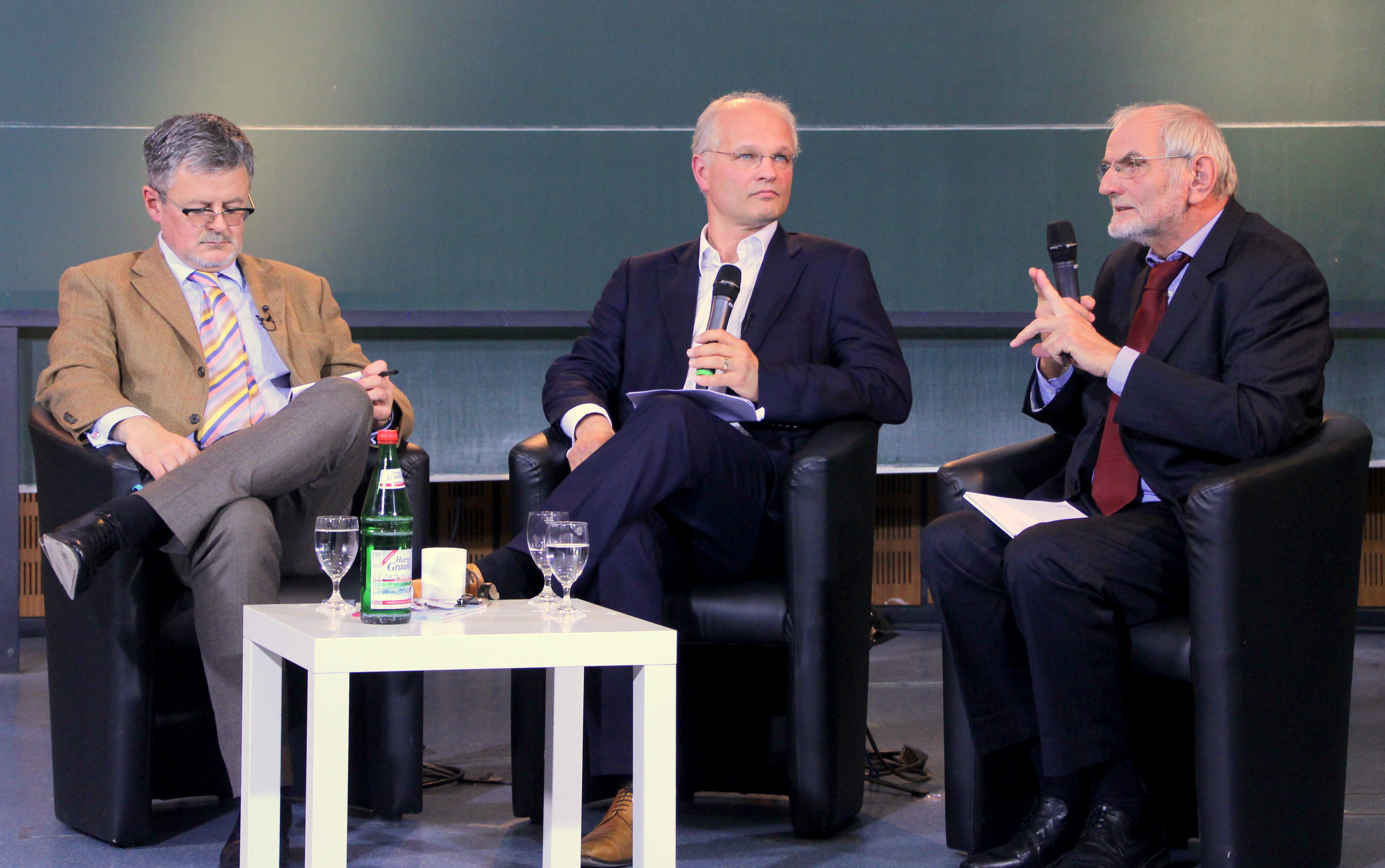
Clark auf dem Göttinger Historikertag 2014 in einer Diskussion mit Gerd Krumeich (rechts) über den Ersten Weltkrieg (mit Moderator Johannes Paulmann, Mitte)

Clark legte 2006 mit Iron Kingdom. The Rise and Downfall of Prussia 1600–1947 die erste Gesamtdarstellung Preußens seit Jahrzehnten vor. Für die deutsche Übersetzung Preußen. Aufstieg und Niedergang 1600–1947 wurde ihm 2007 der renommierte Wolfson Prize verliehen. Im März 2007 war es auf Platz 1 der Sachbücher des Monats. Im Jahr 2010 wurde er außerdem für diese Darstellung mit dem Preis des Historischen Kollegs ausgezeichnet. Clark ist damit der erste Preisträger aus dem nichtdeutschsprachigen Ausland. Seine in 17 Kapiteln und auf 800 Seiten vertretene Hauptthese ist, dass Deutschland „nicht die Erfüllung Preußens [war], sondern sein Verderben“. Der Kulturkampf sei zwar in Preußen durch besondere Schärfe und Radikalität geprägt gewesen, doch betont Clark vielfach die Normalität Preußens im europäischen Zusammenhang. Dadurch widerspricht er auch der Sonderwegsthese. Die von der älteren Forschung viel gelobten preußischen Reformen zu Anfang des 19. Jahrhunderts werden von ihm nüchterner beurteilt. Außerdem bezweifelt er die viel gerühmte Bedeutung des Deutschen Zollvereins. Seine Biographie über Kaiser Wilhelm II., die in vielerlei Hinsicht einen Gegenentwurf zu der negativen Darstellung John C. G. Röhls darstellt, fand in der Fachwelt ebenfalls große Anerkennung. Skeptisch steht Clark dem psychohistorischen Ansatz Röhls gegenüber. Er konzentriert sich „nach Möglichkeit“ mit seiner „Interpretation des Verhaltens Wilhelms II. als Kaiser auf eine Analyse dessen, was im Lichte des historischen Kontextes ,rational‘“ gewesen sei.
Clark stellt in seinem Buch zum Ersten Weltkrieg, The Sleepwalkers: How Europe Went to War in 1914, das 2013 in deutscher Übersetzung erschien (Die Schlafwandler. Wie Europa in den Ersten Weltkrieg zog), die bislang in der Forschung vorherrschende These von einer besonderen Kriegsschuld des Deutschen Kaiserreichs infrage und zeichnet die Mechanismen nach, die zum Beginn des Krieges führten. Der Krieg sei Clark zufolge keineswegs unausweichlich gewesen, die Risiken der jeweils verfolgten Strategie seien in den beteiligten Ländern aber nicht abgewogen oder adäquat erkannt worden. Clarks Buch stieß auf eine breite Resonanz und wurde kontrovers diskutiert. Das Werk erlebte innerhalb von fast zwei Jahren neunzehn Auflagen und wurde in vier Sprachen übersetzt. Es belegte Platz 1 der Spiegel-Bestsellerliste vom 30. September bis zum 24. November 2013.
In dem 2019 eskalierten Streit um die Entschädigungsforderungen der Hohenzollern gegenüber der Bundesrepublik Deutschland erstellte Clark 2011 eines von vier Historiker-Gutachten (neben Stephan Malinowski, Wolfram Pyta und Peter Brandt) zu der Frage, welchen Anteil der letzte preußische Kronprinz bei der Errichtung der nationalsozialistischen Diktatur habe und ob das Haus Hohenzollern somit Ansprüche auf Lastenausgleich für nach 1945 enteigneten Besitz in der Sowjetischen Besatzungszone verwirkt habe. Clarks Gutachten kam – anders als Brandt und Malinowski – zu dem Ergebnis, Kronprinz Wilhelm habe dem nationalsozialistischen System keinen erheblichen Vorschub geleistet. Er sprach vielmehr von der „Unfähigkeit des Kronprinzen, in einem komplexen und sich schnell verändernden politischen Umfeld effektiv zu handeln“. Clark hat sein Urteil jedoch revidiert. Jan Böhmermann hat die bis dahin geheim gehaltenen Gutachten im November 2019 für seine Show Neo Magazin Royale im Internet veröffentlicht.

## Ehrungen und Mitgliedschaften

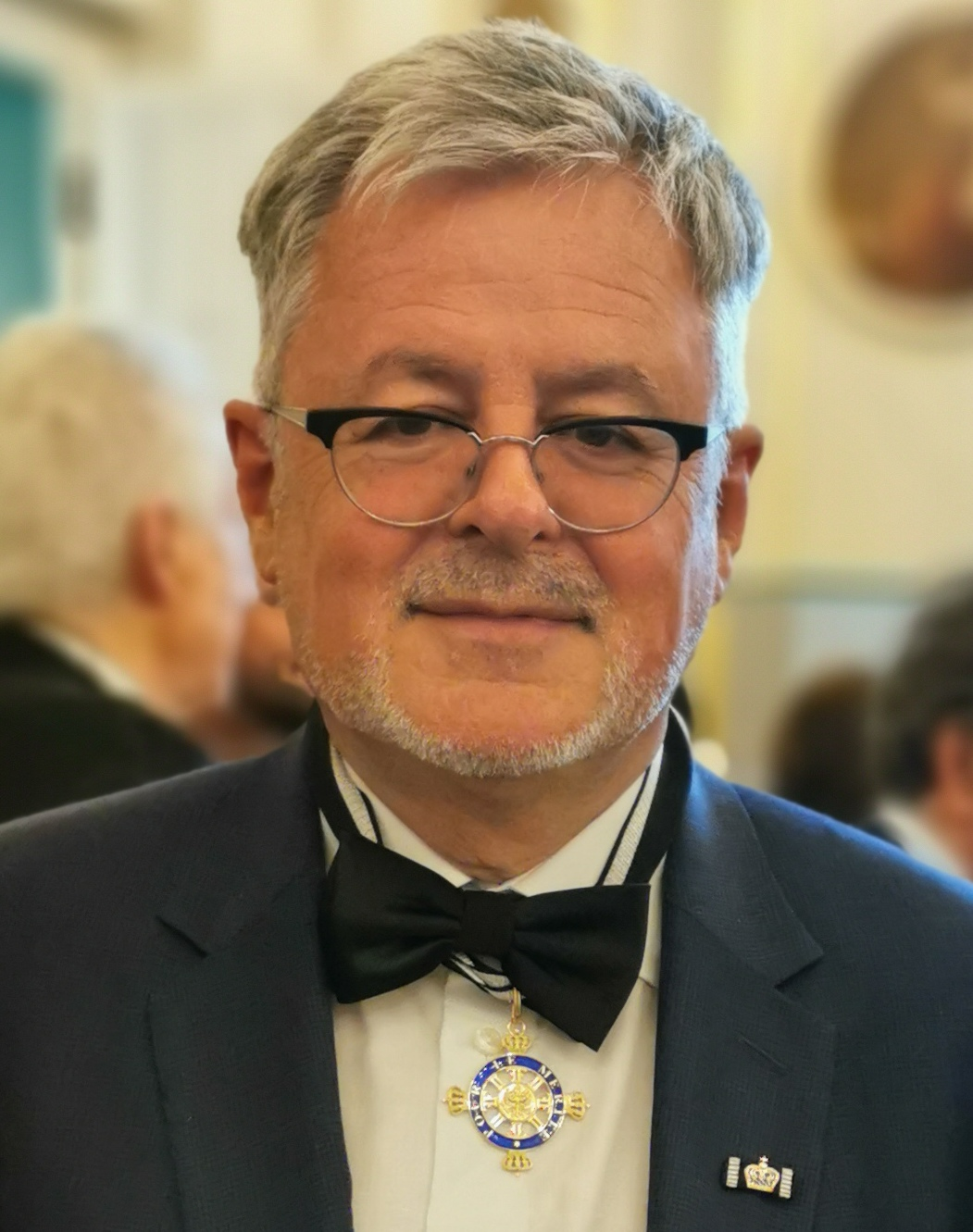
Christopher Munro Clark (2022)

Clark ist ein vielfach geehrter Wissenschaftler. Seit 2010 ist er Fellow der British Academy. Im Oktober 2010 erhielt er das Bundesverdienstkreuz 1. Klasse, da seine Forschungen einen wichtigen Beitrag zu den deutsch-britischen Beziehungen geleistet haben. Die Auszeichnung erhielt er im Rahmen eines Empfangs des deutschen Botschafters in London. Im Jahre 2013 wurde Clark von der „Gerd und Irmela Biegel Stiftung für Geschichtsvermittlung“ und der TU Braunschweig der Braunschweiger Geschichtspreis verliehen, der erstmals vergeben wurde und mit 3000 Euro dotiert ist. Im Frühjahr 2013 wurde ihm der Bruno-Kreisky-Preis für das politische Buch für sein Werk Die Schlafwandler verliehen. Im November 2014 erhielt er den Arenberg-Preis. Ein Jahr später wurde er für seine „Verdienste um die britisch-deutschen Beziehungen“ zum Ritter (Knight Bachelor) geschlagen. Ebenfalls 2015 wurde er korrespondierendes Mitglied der philosophisch-historischen Klasse im Ausland der Österreichischen Akademie der Wissenschaften. Im Mai 2022 erhielt Clark die Karlsmedaille für europäische Medien. Bereits seit 2019 ist Christopher Clark Mitglied des Ordens Pour le Mérite für Wissenschaften und Künste, seine feierliche Einführung erfolgte während einer öffentlichen Sitzung des Ordens im Juni 2022.
Ihm wurde 2022 der Bayerische Buchpreis, der Ehrenpreis des Ministerpräsidenten, verliehen. 2022 wurde ihm zudem von Bundespräsident Frank-Walter Steinmeier das Große Bundesverdienstkreuz mit Stern der Bundesrepublik Deutschland verliehen.

## Filmografie
- 2014–2015: Terra X: Deutschland-Saga (6 Folgen)[26]
- 2016: Terra X: Australien-Saga (2 Folgen)[27]
- 2017: Terra X: Die Europa-Saga (6 Folgen)[28]
- 2020–2023: Terra X: Welten-Saga (12 Folgen in 2 Staffeln)[29]
- 2024: Terra X: Macht der Götter – Weltgeschichte der Religionen (3 Folgen)[30]

## Schriften (Auswahl)
- The Politics of Conversion. Missionary Protestantism and the Jews in Prussia, 1728–1941. Clarendon Press, Oxford u. a. 1995, ISBN 0-19-820456-6.
- Kaiser Wilhelm II. Longman, Harlow u. a. 2000, ISBN 0-582-24559-1.
  - Wilhelm II. Die Herrschaft des letzten deutschen Kaisers. Aus dem Englischen von Norbert Juraschitz. Deutsche Verlags-Anstalt, München 2008, ISBN 978-3-421-04358-0.
- Iron Kingdom. The Rise and Downfall of Prussia, 1600–1947. Allen Lane, London u. a. 2006, ISBN 0-7139-9466-5.
  - Preußen. Aufstieg und Niedergang. 1600–1947. Deutsche Verlags-Anstalt, München 2007, ISBN 978-3-421-05392-3.
- Kaiser Wilhelm II. A Life in Power. Penguin, London 2009, ISBN 978-0-14-103993-0.
- The Sleepwalkers. How Europe Went to War in 1914. Allen Lane, London u. a. 2012, ISBN 978-0-7139-9942-6.
  - Die Schlafwandler. Wie Europa in den Ersten Weltkrieg zog. aus dem Englischen von Norbert Juraschitz. Deutsche Verlags-Anstalt, München 2013, ISBN 978-3-421-04359-7.
- Von Zeit und Macht. Herrschaft und Geschichtsbild vom Großen Kurfürsten bis zu den Nationalsozialisten. Deutsche Verlags-Anstalt, München 2018, ISBN 978-3-421-04830-1.
- Time and Power. Visions of History in German Politics, from the Thirty Years’ War to the Third Reich. Princeton University Press, Princeton 2019, ISBN 978-0-691-18165-3.
- Gefangene der Zeit. Geschichte und Zeitlichkeit von Nebukadnezar bis Trump. DVA, München 2020, ISBN 978-3-421-04831-8.
- Frühling der Revolution. Europa 1848/49 und der Kampf für eine neue Welt. Deutsche Verlags-Anstalt, München 2023, ISBN 978-3-421-04829-5.